# Nederlandsch Leger des Heils
Nederlandsch Leger des Heils var ett kristet samfund som 1 september 1921 bildades av tidigare medlemmar ur den internationella Frälsningsarmén (Leger des Heils) i Nederländerna och därmed närbesläktad med Svenska Frälsningsarmén. Samfundet upplöstes 2002.